# Albert Timmer
Albert Timmer (* 13. Juni 1985 in Gramsbergen) ist ein ehemaliger niederländischer Radrennfahrer.

## Sportliche Laufbahn
Albert Timmer war von 2004 bis 2017 als Radrennfahrer in der Elite aktiv. 2008 gewann er gemeinsam mit seinem Team Skil-Shimano das Mannschaftszeitfahren der Brixia Tour, 2017 entschied er das Rennen Hammer Sportzone Limburg für sich. Elf Mal startete er bei den großen Landesrundfahrten. Seine besten Platzierung war Rang 87 beim Giro d’Italia 2014. Ende der Saison 2017 beendete er seine Radsportlaufbahn.

## Erfolge
2008
- Mannschaftszeitfahren Brixia Tour

2017
- Hammer Chase Hammer Sportzone Limburg

### Grand-Tour-Platzierungen
| Grand Tour            | 2009 | 2010 | 2011 | 2012 | 2013 | 2014 | 2015 | 2016 | 2017 |
| --------------------- | ---- | ---- | ---- | ---- | ---- | ---- | ---- | ---- | ---- |
| Giro d’ItaliaGiro     | –    | –    | –    | –    | 128  | 87   | –    | 121  | –    |
| Tour de FranceTour    | 127  | –    | –    | 148  | 164  | 146  | 139  | 153  | 157  |
| Vuelta a EspañaVuelta | –    | –    | 163  | –    | –    | –    | –    | –    | –    |

## Teams
- 2004: Löwik Meubelen-Tegeltoko
- 2005: Löwik Meubelen
- 2006: Löwik Meubelen
- 2007: Skil-Shimano
- 2008: Skil-Shimano
- 2009: Skil-Shimano
- 2010: Skil-Shimano
- 2011: Skil-Shimano
- 2012: Team Argos-Shimano
- 2013: Team Argos-Shimano
- 2014: Team Giant-Shimano
- 2015: Team Giant-Alpecin
- 2016: Team Giant-Alpecin
- 2017: Team Sunweb